# Por eso... gracias
Por eso... Gracias es el decimotercer álbum de estudio realizado por el grupo musical Pandora.  Este álbum es un homenaje a las canciones románticas favoritas de cada una de las integrantes del grupo y también es el álbum de despedida de los escenarios musicales del grupo.
El álbum está compuesto por temas exitosos de los años 80 y 90, con arreglos actuales y calidad en la interpretación de las integrantes del grupo.

## Antecedentes
Debido al gran éxito de su álbum anterior "En carne viva" y una gran aceptación en los medios musicales debido al impacto de su regreso como grupo, las integrantes observan una gran demanda en el tiempo que dedican a sus presentaciones del álbum, dejando al lado sus carreras personales y viendo afectado el tiempo dedicado a sus familias.
Por tanto, deciden que el siguiente álbum sería el último en la carrera como Pandora.

## Realización
Para la realización de este nuevo álbum y para despedirse de los escenarios, junto a su casa disquera Columbia, deciden hacer un gran homenaje a grandes temas de la música, por lo tanto seleccionaron temas de diferentes grupos que fueron éxitos en las voces del grupo Mocedades, Yuri, Camilo Sesto, Amanda Miguel, Marisela, entre otros; además, para este disco se realizó una nueva versión de la canción "¿Cómo te va mi amor?". 
También se incluyen 3 temas inéditos de Reyli, Claudia Brant y el dueto Sin Bandera.
Los sencillos "sin él" y "la maldita primavera" lograron llegar a los primeros lugares de popularidad obteniendo una gran aceptación del público, tras el lanzamiento del segundo, el grupo decidió no lanzar más sencillos de este álbum para dar inicio a su larga gira de despedida que abarcaría toda América Latina.
Cabe destacar que la nueva versión que se realizó de "cómo te va mi amor"es interpretada por las tres integrantes ya que siempre se había cantado principalmente por Isabel. A su regreso en 2010 la canción volvió a ser interpretada únicamente por Isabel, como fue en su primera versión que las catapultó a la fama en 1985 hasta el día de hoy.

## Recepción y premios
Este álbum logró un disco de oro y posteriormente disco de platino en México, con más de 250,000 copias vendidas.
El 4 de noviembre de 2004 el álbum ingresa a lista de los Latin Pop Albums de la revista Billboard ubicándose en el puesto N°19 por una semana.

## Videos
- Sin él
- Por eso - EPK "Momentos Pandora"
- Pandora - EPK "Trayectoria Pandora"

## Temas
| Por eso... Gracias |                                                                  |                                                |          |  |
| N.º                | Título                                                           | Escritor(es)                                   | Duración |  |
| 1.                 | «Me cuesta tanto olvidarte (Art. Original: Mecano)»              | Cano                                           | 3:09     |  |
| 2.                 | «Sin él (Art. Original: Marisela)»                               | Marco Antonio Solís                            | 3:34     |  |
| 3.                 | «La maldita primavera (Art. Original: Yuri)»                     | Alfredo Casella                                | 3:37     |  |
| 4.                 | «El Amor de Mi Vida (Art. Original: Camilo Sesto)»               | Camilo Blades                                  | 4:44     |  |
| 5.                 | «Jamás (Art. Original: Camilos Sesto)»                           | Camilo Blades                                  | 3:39     |  |
| 6.                 | «Eres tú (Art. Original: Mocedades)»                             | Juan Carlos Calderón                           | 3:21     |  |
| 7.                 | «Hazme olvidarlo (Art. Original: Álvaro Torres )»                | Álvaro Torres                                  | 3:26     |  |
| 8.                 | «Que ganas de no verte nunca más (Art. Original: Valeria Lynch)» | Alejandro Vezzani                              | 3:50     |  |
| 9.                 | «El me mintió (Art. Original: Amanda Miguel)»                    | Amanda Miguel / Diego Verdaguer                | 3:39     |  |
| 10.                | «Algo de Mí (Art. Original: Camilo Sesto)»                       | Camilo Blades                                  | 3:10     |  |
| 11.                | «¿Cómo te va mi amor? (Vers. 2004)»                              | Hernaldo Zúñiga                                | 3:52     |  |
| 12.                | «Mi corazón reclama (Inédito)»                                   | Reyli Barba                                    | 3:28     |  |
| 13.                | «Sé (Inédito)»                                                   | Claudia Brant / Klaus Derendorf / Matias Lanzi | 3:25     |  |
| 14.                | «Por eso (Inédito)»                                              | Sin Bandera                                    | 3:23     |  |